# Scolecomorphus uluguruensis
Scolecomorphus uluguruensis és una espècie d'amfibis gimnofions de la família Caeciliidae. És endèmica de Tanzània. Va ser descrit per Barbour i Loveridge el 1928.
Habita el sòl al bosc de muntanya. Probablement també sobreviu en hàbitats secundaris com ara les parcel·les agrícoles de petits propietaris. És vivípar i no depèn de masses d'aigua per a la reproducció.

## Distribució
Viu a les muntanyes Uluguru de Tanzània, de 600 a 2000 m d'altitud. Es considera en perill per la desforestació i l'agricultura intensiva.